# Tony Yike Yang
Tony Yike Yang (ur. 7 grudnia 1998) – kanadyjski pianista, laureat V nagrody na XVII Międzynarodowym Konkursie Pianistycznym im. Fryderyka Chopina w Warszawie.
W roku 2015 studiował w Juilliard School of Music w klasie Juliana Martina oraz kształcił się pod kierunkiem Đặng Thái Sơna (zwycięzcy  X Konkursu im. Fryderyka Chopina w roku 1980). Do roku 2015 został laureatem ośmiu konkursów międzynarodowych.

## Nagrody
W roku 2012 zdobył 2 nagrodę w Konkursie im. Giny Bachauer w Salt Lake City. W roku 2013 zwyciężył w Konkursie Bösendorfera i Yamahy w Tempe na Uniwersytecie Stanowym Arizony; zdobył też 3 nagrodę w Międzynarodowym Konkursie Pianistycznym dla Młodych Artystów w Hilton Head. W roku 2014 zwyciężył  w Międzynarodowym Konkursie Thomasa i Evon Cooperów w Oberlin.

### XVII Międzynarodowy Konkurs im. Fryderyka Chopina w Warszawie
W roku 2015 wziął udział w XVII Konkursie im. Fryderyka Chopina. W kolejnych etapach wykonał:
- I etap: m.in. Etiuda C-dur op. 10 nr 7, Fantazja f-moll op. 49, Nokturn cis-moll op. 27 nr 1, Etiuda a-moll op. 25 nr 11,
- II etap: Impromptu Fis-dur op. 36, Barkarola Fis-dur op. 60, Scherzo cis-moll op. 39, Polonez As-dur op. 53, Walc Es-dur op. 18,
- III etap: Ballada f-moll op. 52, Sonata b-moll op. 35, Bolero a-moll op. 19, Mazurek As-dur op. 59 nr 2, Mazurek a-moll op. 59 nr 1, Mazurek fis-moll op. 59 nr 3,
- finał: Koncert fortepianowy e-moll op.11 w 1 dniu przesłuchań 18 października 2015.

Zdobył 5 nagrodę. Był najmłodszym laureatem w historii tego konkursu.